# 미하마 치요
미하마 치요(美浜 ちよ, 보통 치요찬(ちよちゃん)으로 불림, 한국어 더빙판은 윤나라)는 일본의 애니메이션과 만화 시리즈 《아즈망가 대왕》에 등장하는 인물이다. 치요는 뉴타입 독자들이 꼽은 2002년 100인의 히로인 중 11위를 차지했다.

## 인물 소개
10살인데도 비상한 머리로 작품 시작 시점에 다섯 학년을 월반해 고등학교 1학년에 입학한 소녀. 월반 이후에도 반에서 최고 수준의 성적을 유지한다. 이와 같은 종류의 월반은 일본에서도 거의 있을 수 없는 일 로, 이런 특이한 상황에서 일어나는 우스운 일들이 이야기의 한 축을 이룬다. 나이에 비해 굉장히 책임감이 강하며 성실하여, 학급 위원장을 맡고 있으며 매일 스스로 도시락을 싸 온다. 그러나 그 동시에 그 또래에 전형적인 순진하고 겁 많은 모습도 보여준다.
치요는 착하고 정직한 성격으로, 말싸움 등이 일어나면 열심히 말리려 하며 모든 사람들에게 친절하게 대한다. 이와 같은 성격 덕택에 그는 나이 차이에도 불구하고 반 친구들과 친하게 지내지만, 드물게 착한 성격과 뛰어난 학업 능력이 (대체로 장난스럽게) 이용당하는 경우도 있다. 특히 토모는 치요가 어린아이라는 점을 유달리 강조하면서 화를 종종 돋군다. 가장 큰 약점은 체육 과목인데, 이는 치요가 급우들보다 5살 어릴 뿐만 아니라 나이 또래에 비해서도 작은 체격이기 때문이다. 그러나, 운동에 재능이 없는 것과는 무관하게 요미우리 자이언츠의 열성 팬이다. 또한 본인의 주장에 따르면 말 빨리하기에 약하다.
치요의 가족은 (자신이 치요의 아버지라고 주장하는, 사카키의 꿈에 등장하는 고양이 인형을 제외하면) 작품 중에 전혀 등장하지 않지만, 가족들이 존재한다는 것은 치요의 하루 일상이 묘사된 부분에서 알 수 있다. 치요 가족은 상당히 크고 고급스러운 집에 살고 있으며, 여름 동안에 놀러갈 바닷가의 별장까지 소유하고 있다. 이로 인해 유카리 선생은 치요에 대해 상당한 (그러나 진지하지는 않은) 질투를 느끼며, 치요가 비싼 마츠자카 소고기보다 아이스크림에 더 흥미를 느끼는 것에 분노한다.
치요는 성격이 비슷한 카스가 아유무(오사카)와 친하게 지낸다. 또한 사카키와도 친하게 지내는 편인데, 사카키는 치요의 작고 귀여운 면 및 타다키치(치요가 키우는 개)와 친하게 지내는 점 등을 부러워하는 반면 치요는 사카키의 큰 키와 위압적인 분위기를 선망한다. 오사카는 치요의 양갈래머리에 대해 이상한 꿈을 꾸거나 망상을 할 때가 자주 있는데, 그 속에서는 양갈래머리를 손으로 떼어낼 수 있고, 그 떼어낸 머리가 말을 하거나 스스로 움직이며, 이를 이용해서 하늘을 날 수도 있다. 또한 그 머리는 (오사카의 상상 속에서) 치요의 마음을 조종하기도 하며, 잘못 떼었을 경우에는 치요의 목숨이 끊어질 수도 있다.
치요는 고등학생이 되었다는 것에 상당한 자부심을 갖고 있어서, 반 친구들과 영화를 보러 갔을 때 판매원에게 어린이 표보다 비싼 '고등학생 표'를 요구하기도 했으며, 또한 '고등학생다운 일'을 하겠다는 생각으로 주기적으로 여름방학 기간 동안 오사카와 함께 패스트푸드점에서 아르바이트를 하였다. 패스트푸드점의 점장은 어린 아이가 일을 하러 온 것을 보고 집이 몹시 가난하기 때문일 것으로 착각하고 불쌍한 마음에 일하는 것을 허가했다.
분명한 것은, 작품 전체에 걸쳐 치요는 자신을 주위에서 어린아이 취급하는 것을 싫어하며 귀엽다고 관심을 가지는 것에서 벗어나고 싶어한다. 치요는 자신의 학력에 걸맞은 신체적 성숙함을 간절히 바라며, 다른 이들이 자신을 진지한 눈으로 바라보기를 원한다.
3학년 초에 치요는 다른 등장인물들에게 미국의 대학에 진학하겠다는 희망을 밝힌다. (미국은 일본에 비해 치요처럼 월반하는 학생이 드물지 않기 때문이라고 한다.) 따라서 다른 등장인물들과는 달리 작품의 후반부에서 치요는 수능시험 준비를 하지 않는다. 오사카는 치요의 유학 결과가 어떻게 될지에 대해 여러 상상을 하는데, 구체적으로는 '유괴될 것', '미국의 대통령이 될 것', '모든 공항에서 조그만 치요의 복제 인간들이 일하게 될 것' 등이 있었다. 치요가 학업을 마친 뒤 일본으로 돌아올 예정인지에 대해서는 작품 중에서 밝혀지지 않았다.

## 성우
TV 시리즈 및 극장판가네다 도모코
아즈망가 웹 대왕사이토 아야카
한국어판여민정
영어판제시카 분

## 캐릭터송
- 《サラバイ~ハッピ－編》 다니구치 마사아키 작사, 나나세 히카루(이토 마스미의 가명) 작곡
- 《世界はNEOHAPPY》 하타 아키 작사, 이토 마스미 작곡
- 《つくりましょう》 니시키오리 히로시, 이토 마스미 작사, 이토 마스미 작곡
- 《Hororin Confetti》 하타 아키 작사, 이토 마스미 작곡